# Ivanhoe (Minnesota)
Ivanhoe település az Amerikai Egyesült Államok Minnesota államában, Lincoln megyében, melynek megyeszékhelye is. Lakosainak száma 560 fő (2020. április 1.).

## Népesség
A település népességének változása:

| 2010 | 559 |
| 2020 | 560 |